# Avet siberià
L'avet siberià (Abies sibirica) és una espècie conífera de la família Pinaceae, nadiua de la taigà. Té una àmplia distribució des de l'est del riu Volga i al sud de la latitud 67° 40′N fins a la Sibèria oriental, passant pel Turquestan, el nord-est de Xinjiang, Mongòlia i Heilongjiang.

## Ecologia i Distribució
Espècie àmpliament distribuïda arreu de la taigà siberiana, des del nivell del mar fins als 2.000 metres d'altitud, en zones de clima boreal fred i continental sobre sòls humits d'origen al·luvial, podzols o, en zones de muntanya, sòls de litologia calcària, ben drenats i desproveïts de permafrost. Tolera molt l'ombra, resisteix freds intensos de fins −50 °C, de fet és un dels arbres més tolerants al fred. Rarament viu més de 200 anys, ja que els fongs ataquen la seva fusta. És una de les espècies d'arbres més abundants del món i és una de les espècies singulars de la taigà. Forma avetoses pures però sovint creix en boscos mixtos de coníferes, acompanyat de Picea obovata, Larix gmelinii, en les zones muntanyoses per Larix sibirica i Pinus sibirica. Altres espècies de frondoses que l'acompanyen en aquests boscos poden ser Betula pendula, Populus tremula, Sorbus aucuparia i Viburnum opalus. En el seu límit sud-occidental de distribució pot cohabitar amb altres espècies de Tilia cordata, Ulmus scabra i Acer platanoides.
Present a la província xinesa de Xinjiang, al Kazakhstan, Kirguizstan, i a les regions russes de l'Altai, Amur, Buriàtia, Txità, Irkutsk, Khabarovsk, Krasnoiarsk, Tuva, Sibèria oriental i Sakhà.

## Descripció
Espècie d'arbre molt semblant a Abies sachalinensis, ateny els 30–35 m d'alt els 50 cm de diàmetre, de capçada cònica. Escorça de color gris-verdós, llisa amb nombroses glàndules resiníferes, Té unes fulles aciculars de 2–4 cm de llarg, les apicals més curtes de 1 - 1,5 cm., ascendents, de color verd-grogós pàl·lid, amb dues bandes estomàtiques grisoses al revers; Desprenen una forta olor de resina, lleugerament escotades que surten d'uns brots de color marró clar amb densos pèls blancs i borrons de color bru-groguenc o verds petits, globosos i resinosos. Les pinyes són cilíndriques, de 5-9,5 cm de llarg i 2,5-3,5 cm, blavoses abans de la maduració, d'ample amb bràctees ocultes. Els pinyons fan 7 mm de llarg amb una ala triangular de 0,7-1,3 cm de llarg.

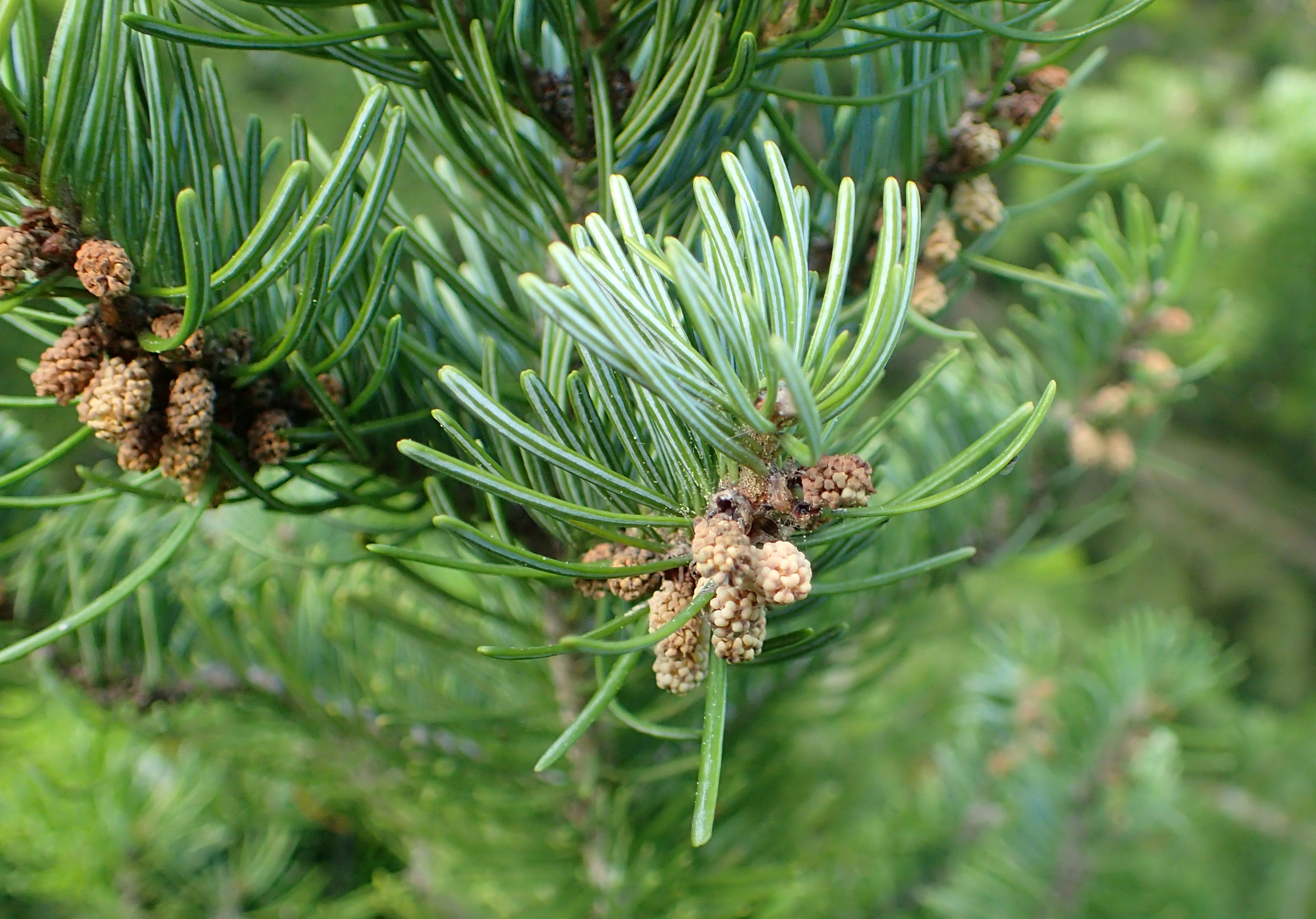
Detall de les fulles i els cons pol·línics

## Usos
Els olis essencials que s'extreuen de les fulles es fan servir en aromateràpia i en perfums. La fusta és tova, lleugera i feble, es fa servir en la construcció, mobles i per a pasta de paper.

## Taxonomia

### Varietats
- Abies sibirica var. sibirica. La més estesa, prèviament descrita.
- Abies sibirica var. semenovii (B. Fedtschenko) Farjon.[5] Endèmica del Kirguizstan (regió de Talasskij Ala Tau) però es creu que també és present a la Xina. Es diferencia per tenir els branquillons marcadament carenats i acanelats, canals resinífers marginals i pinyes de color groc marronós i bràctees més amples que la varietat Abies sibirica var. sibirica.[4]
- Abies sibirica forma un híbrid de manera natural amb Abies nephrolepis, anomenat Abies x sibirico-nephrolepis.[1]

### Sinonímia
- Abies krylovii Golub
- Abies pichta J.Forbes
- Abies sibirica f. alpina
- Abies sibirica var. alpina
- Abies sibirica f. alpina Poljakov ex Kom.
- Abies sibirica subsp. sibirica
- Picea pichta (J.Forbes) Loudon
- Picea sibirica Gordon
- Pinus picea Pall.
- Pinus pichta (J.Forbes) Fisch. ex Endl.[5]